# Tiempo de resurrección
Tiempo de resurrección es el segundo álbum de la banda argentina de rock Arco Iris, que fue lanzado en 1972 por el sello Music Hall. 
El disco fue lanzado originalmente en formato monoaural; contiene entre otros temas, el éxito "Mañana campestre".
Este trabajo marcó el debut de Horacio Gianello en batería.
Se editó en CD en 1994, y se reeditó en vinilo en 2018, por medio del Instituto Nacional de la Música.

## Temas
1. Negro y blanco
2. Vasudeva
3. Hombre de madera
4. Nuestro amanecer
5. Blues de Dana
6. Tiempo de resurrección
7. Mañana campestre
8. Garza celeste
9. Ignea, aérea y marina
10. Busca la estrella elegida

## Músicos
Arco Iris estaba integrada cuando se grabó el álbum del siguiente modo:
- Ara Tokatlian: vientos
- Guillermo Bordarampé: bajo
- Gustavo Santaolalla: guitarra y voz
- Horacio Gianello: batería y percusión